# Ali Wielki
Ali I Wielki z Jedżu (zm. 18 czerwca 1788) - ras Begiemdyru, a po śmierci Mikaela Syula regent Cesarstwa Etiopii. Był synem Abba Sjeru Guangula, wodza plemienia Jedżu Oromo, oraz uejzero Gelebu Farisa, córki rasa Faris z Lasta. Według historyka Mordechaia Abira, Ali założył miasto Debre Tabor, które stało się stolicą rasów z Jedżu. Ali Wielki był jednym z najważniejszych przywódców okresu Zemene mesafynt, czyli rozbicia dzielnicowego w Etiopii.

## Życiorys
We wrześniu 1781 Tekle Gijorgis I dołączył Alego do swojego dworu i nadał mu tytuł balambarasa. Dwa lata później wziął udział w cesarskiej wyprawie do Szeua, która nie zakończyła się powodzeniem przy przeprawie przez rzekę Checheho. Dziesięć miesięcy później Ali przyłączył się do spisku rasa Hajle Josadika, w wyniku którego cesarz Tekle Gijorgis został obalony i pokonany w bitwie pod Afaruanatem, następnie zaś udał się na wygnanie do Amba Sel. Spiskowcy przyprowadzili na dwór w Gondarze Jozuego III i uczynili go nowym cesarzem 18 lutego 1784. Po tym wydarzeniu Ali został mianowany dedżazmaczem. Następnie podjął działania mające na celu osiągnięcie następnych szczebli w tytulaturze arystokratycznej Etiopii. Tym razem Ali chciał zostać rasem bitueddenem. Jednym ze sposobów było zawarcie sojuszu pomiędzy wpływowym dedżazmaczem Hajle Eszte z Begiemdyru a Alim, co spowodowało konflikt pomiędzy Alim, a Hajle Josadikiem. Decyzją Alego z wygnania powrócił Tekle Hajmanot z Godżamu i przejął władzę w 1786 w miejsce Jozue. W odpowiedzi Josadik dostarczył schronienia obalonemu Jozue III. Innym sposobem do osiągnięcia wyższych tytułów było zdobycie amby (czyli góry) zajmowanej przez balambarasa Ramkhę, co zakończyło się jego śmiercią. Wrótce potem z Alego zdjęto ekskomunikę, która została wcześniej na niego nałożona przez etiopskie duchowieństwo. Trzecim etapem ku ugruntowaniu swojej władzy było rozwiązanie i zreorganizowanie istniejących jednostek wojskowych i tworzenie nowych, co miało uzależnić żołnierzy od Alego. Awans Alego na rasa zbiegł się z wybuchem buntu Jasufe w prowincji Lasta. Jasufe proklamował cesarzem Atse Baedę Maryama. Wkrótce został zawarty pokój pomiędzy Alim, a Jasufem, lecz w tym czasie pojawiło się inne zagrożenie. W przededniu Wielkanocy wojska rasa Alego, dedżazmacza Hajlu Eszte i cesarza Tekle Gijorgisa I spotkały się z oddziałami rasa Hajle Josadika, dedżazmacza Gebre i Uelde Gabriela - syna Mikaela Syula w bitwie pod Madab. Ras Ali pokonał w niej swoich przeciwników. Uelde Gabriel został zabity, a pretendent do trony Atse Baeda Maryam schwytany. Jedynie Josadik próbował uciec do swojego terytorium w Godżamie. Ali Wielki zmarł z powodu choroby w Filakit Gereger i został pochowany w Lalibeli. Jego następcą na stanowisku rasa Begiemdyru stał się Aligaz z Jedżu.